# 波纹花蟹蛛
波纹花蟹蛛（学名：Xysticus croceus）为蟹蛛科花蟹蛛属的动物。分布于日本、朝鲜、印度、尼泊尔以及中国的云南、广东、贵州、浙江、安徽、湖南、湖北、四川、山东、山西、陕西、河南等地，一般栖息于农田以及茶园。该物种的模式产地在中国。